# Серафимо-Саровский монастырь (Новомакарово)
Серафимо-Саровский мужской монастырь — православный монастырь Борисоглебской епархии. Расположен в селе Новомакарово Грибановского района, Воронежской области

## История
Серафимо-Саровский монастырь был основан в сентябре 1995 года. Ранее на месте монастыря находилась дворянская усадьба и сад участника Кавказской войны генерала Соловцова. Первые насельники начали появляться здесь в 1996 году. Осенью этого же года было освящено место и заложен храм Всемирного Светильника Серафима Саровского. Храм был освящен в августе 1998 года митрополитом Воронежским и Липецким Мефодием.
В обители находится святой источник, известный с давних пор и считающийся целебным. В 2005 году был освящен новый источник и купель в честь иконы Божией Матери «Неупиваемая чаша». В монастыре имеется два подворья: в храме Покрова Божией Матери (село Малая Грибановка Грибановского района) и в церкви Введения во храм Божией Матери (село Братки Терновского района).
С 27 декабря 2023 года настоятелем монастыря является игумен Тихон (Комаров).